# Scandic Kungens Kurva
Scandic Kungens Kurva är ett hotell vid Ekgårdsvägen 2 i Kungens kurva, Huddinge kommun. Hotellet invigdes 1968 som ett Esso Motorhotell och var tillsammans med Ikea Kungens kurva bland de första som etablerade sig här.

## Namnet
Hotellnamnet ”Kungens Kurva” härrör från en dikeskörning på Södertäljevägen som kung Gustaf V råkade ut för i september 1946 och som senare gav hela området sitt namn (se Gustaf V:s dikeskörning i Segeltorp). Olycksplatsen ligger på hotellets tomt, i norra kanten av ett mindre skogsområde där diket och en kort del av Södertäljevägens gamla vägbank 2018 fortfarande fanns kvar.

## Beskrivning

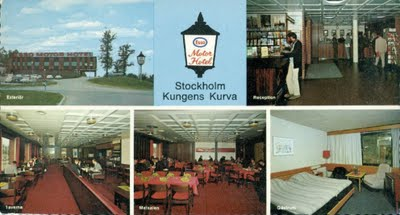
Esso Motorhotell Kungens Kurva, 1968.

Hotellet består av flera volymer som sträcker sig längs Ekgårdsvägens norra sida. I söder ligger några lägre byggnadskroppar som utgör den äldre delen från 1968. Anläggningen ritades 1966 av arkitekt Lennart Billgren och uppdragsgivare var Esso Motorhotell som ägdes av petroleumbolaget Svenska Esso. För Essos räkning projekterade Billgren liknande hotell i Sverige och övriga Europa. I början av 1970-talet tillkom i norr högdelen med nio våningar som ritades av R. Hagstrand – H. Moegelin arkitekter. Lågdelens fasader består av rött tegel medan högdelens långsidor är klädda med vitlackerade plåtkassetter.
Motorhotellet i Kungens kurva var en av många liknande anläggningar som efter 1963 började växa upp i Sverige. De byggdes ofta i anslutning till en Esso bensinstation och nära de stora allfarvägarna. Så var även fallet i Kungens kurva där hotellet uppfördes i direkt anslutning till en befintlig Esso-station vid Södertäljevägens trafikplats Skärholmsmotet (idag Kungens kurva). 1984 sålde Esso hotellkedjan och hotellen bytte namn till Scandic Hotels.

## Verksamhet
Scandic Kungens Kurva har 257 hotellrum därav är ett tillgänglighetsanpassat och 23 är husdjursvänliga. Hotellet förfogar över elva konferens- och mötesrum en restaurang, bar, gym, bastu samt en inomhuspool.

## Bildgalleri

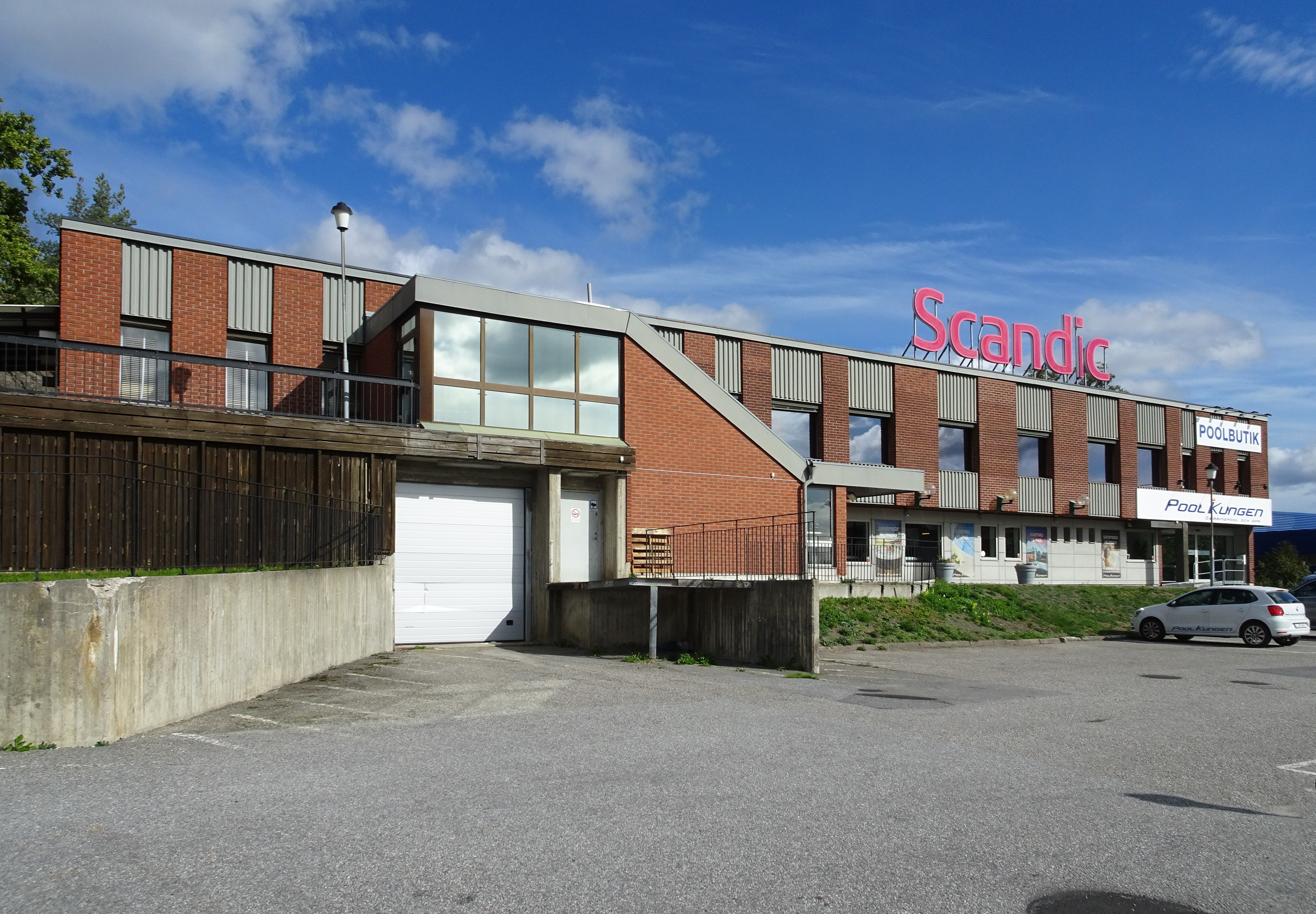
Hotellets äldre del.
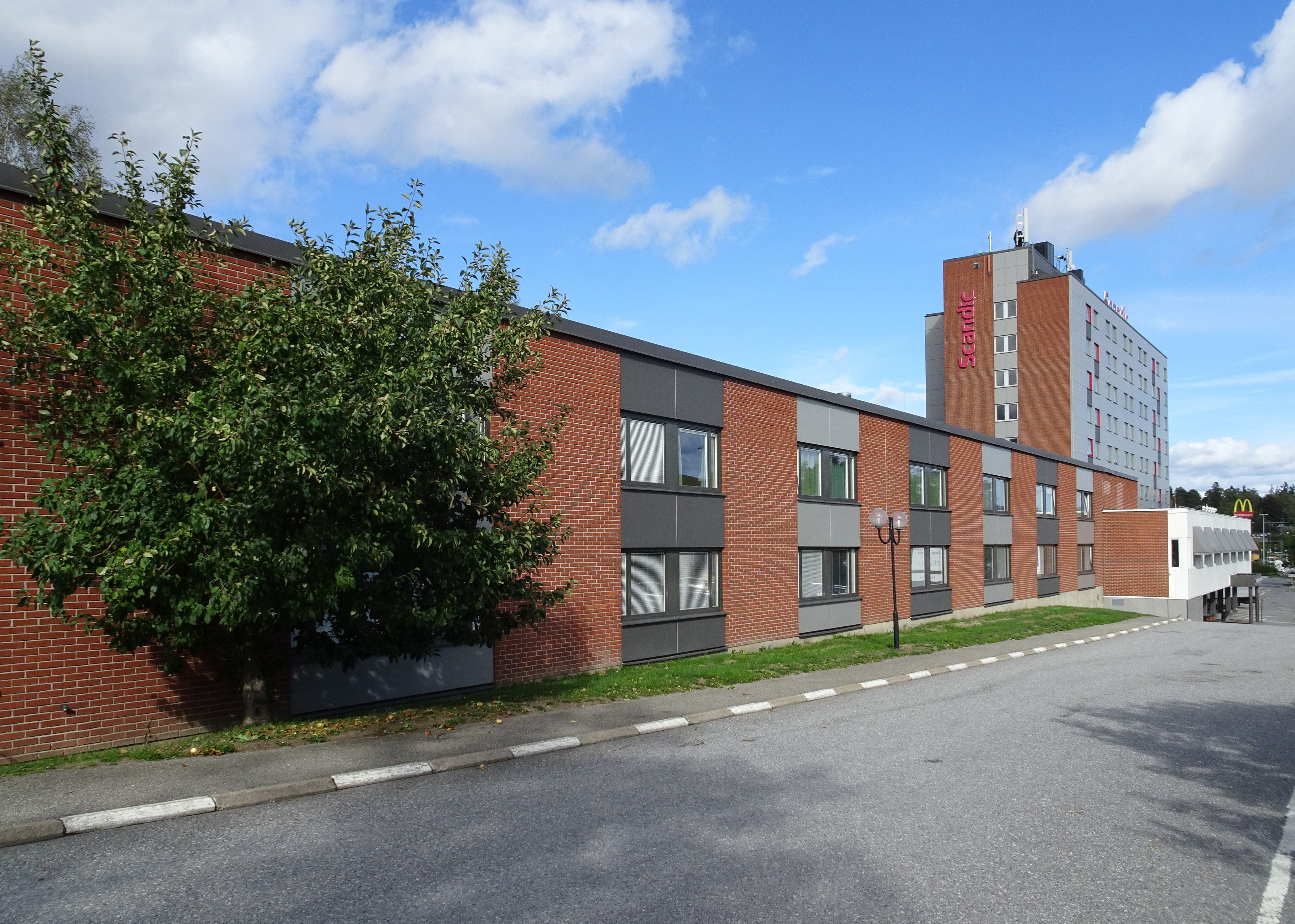
Hotellets nyare del.
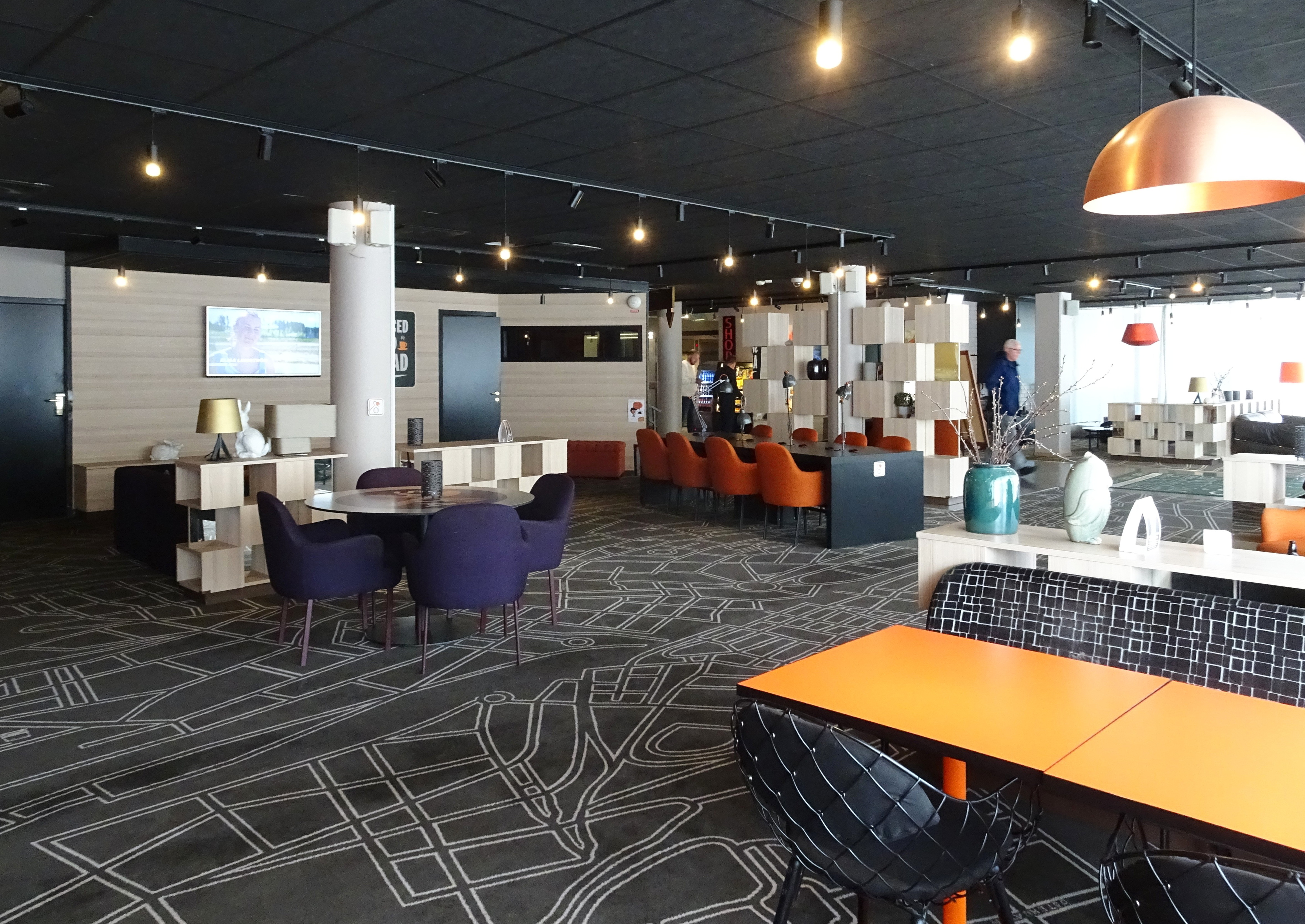
Lobbyn.
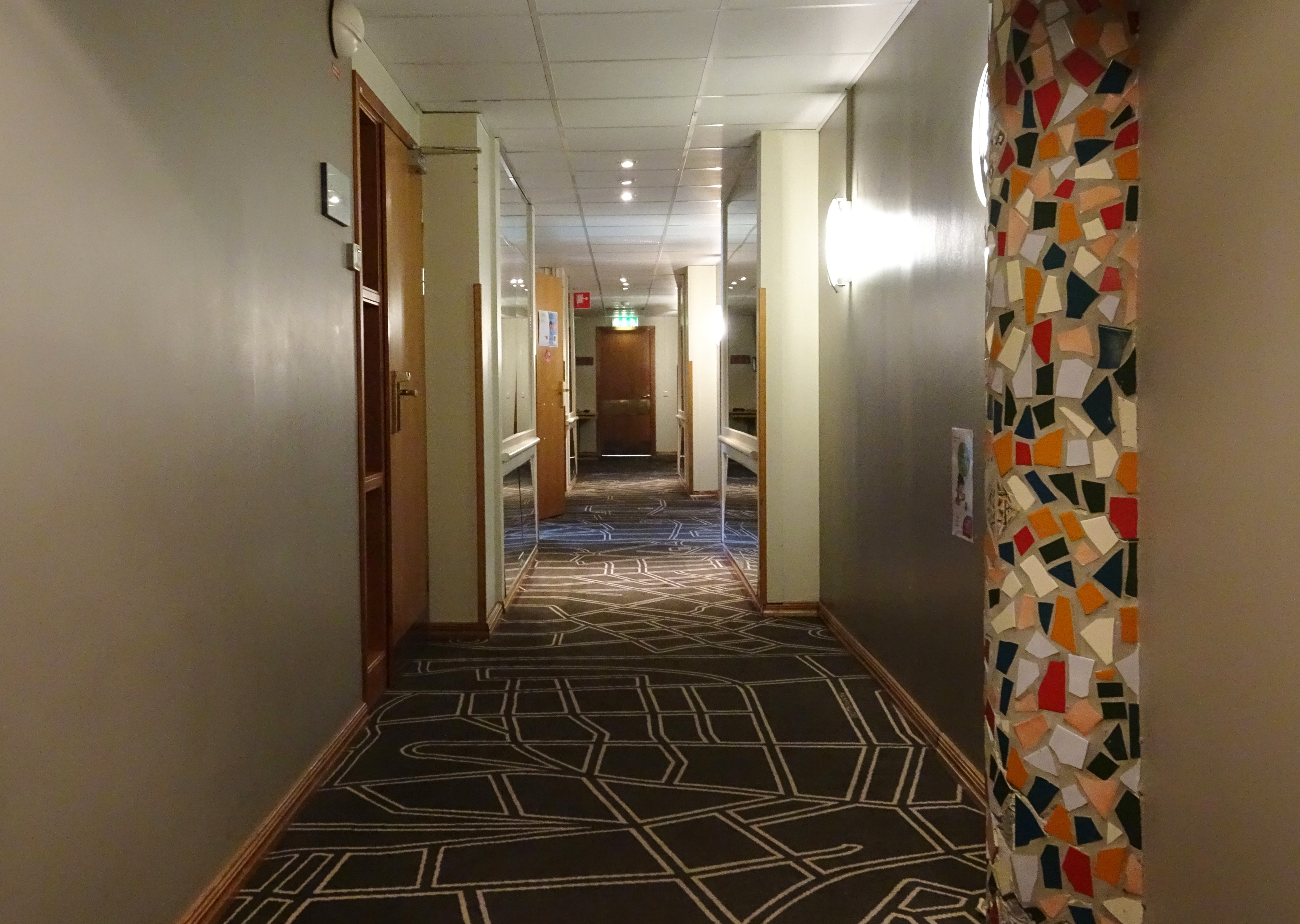
Korridor i högdelen.